# Heiwa-dori
 (janvier 2013).
Si vous disposez d'ouvrages ou d'articles de référence ou si vous connaissez des sites web de qualité traitant du thème abordé ici, merci de compléter l'article en donnant les références utiles à sa vérifiabilité et en les liant à la section « Notes et références ».
Heiwa-dōri (平和通り, « rue de la Paix ») à Naha, est un lieu commercial et touristique d'Okinawa. 

## Situation et accès
La rue couverte est notamment appréciée pour ses boutiques souvenirs et ses petits stands où l'on peut déguster des produits locaux (sata andagi, jus d'ananas, etc).